# Кавова церемонія
Ка́вова церемо́нія — перетворений в ритуал процес приготування кави і кавопиття, розповсюджений в арабських країнах, і перш за все — в Ефіопиї та Еритреї.

## Приготування кави

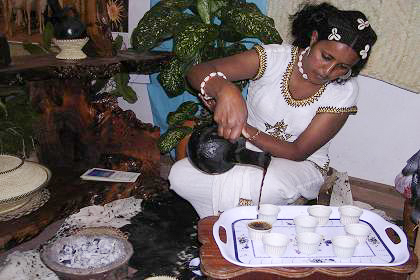
Жінка з Еритреї розливає каву з джебени

Першим етапом кавової церемонії є обсмаження кавових зерен над розжареним вугіллям в мангалі. Після цього кава перемелюється в дерев'яній ступці.
Перемелена кава вариться в спеціальному посуді, зазвичай виготовленим з кераміки, що має вузьке горлечко (джебені). Коли напій закипає, він переливається в інший сосуд, охолоджується, після чого знову доводиться до кипіння.
Для розливу напою використовується фільтр з кінського волосу чи іншого матеріалу.

## Сервірування
Після приготування, господар розливає каву учасникам церемонії, переміщаючи нахилену джебену над чашками, поки кожна з них не наповниться. При цьому частина кави розливається, що також є необхідною частиною церемонії. Окрім того, наливається одна додаткова чашка.
В ході церемонії можуть використовуватись різні традиційні пахощі, такі як ладан чи гуміарабік.
(Ред. Полем Верленом)